# Филота (фрурарх Кадмеи)
Филота (др.-греч. Φίλωτας) — македонский военачальник, живший в IV веке до н. э.

## Биография
По свидетельству Диодора Сицилийского и других древних авторов, Филота был фрурархом (начальником македонского гарнизона) в акрополе Фив Кадмее. В 335 году до н. э., после дошедших слухов о гибели Александра Македонского со всем его войском во время похода против северных варваров, фиванцы восстали против македонского владычества и взяли в осаду кадмейский гарнизон. Согласно Арриану, при этом были вероломно убиты македоняне Аминта и Тимолай, которых Дройзен И. Г. назвал «двумя вожаками македонской партии».
Несмотря на все тяжести блокады и неизвестность положения, Филота со своими воинами смог продержаться до возвращения македонской армии. Теперь уже Александр, в свою очередь, осадил сами Фивы, «разбив лагерь недалеко от Кадмеи, чтобы македоняне могли тут же подать помощь сидящим в Кадмее». По словам Плутарха, когда македонский царь предложил горожанам сдаться, выдав двух зачинщиков восстания, то получил ультиматум с требованием передачи Филоты и Антипатра. Во время начавшегося решающего штурма солдаты Филоты вырвались из акрополя на улицы города и способствовали полному разгрому фиванцев, напав на тех с тыла.
В «Реальном словаре классических древностей» этот Филота отождествляется со своим тёзкой.